# 羅克維爾鎮區 (伊利諾伊州坎卡基縣)
羅克維爾鎮區（英語：Rockville）是位於美國伊利諾伊州坎卡基縣的一個行政鎮區。

## 地方資料
根據2010年美國人口普查的數據，羅克維爾鎮區的面積為95.00平方千米，當中陸地面積為94.40平方千米，而水域面積為0.60平方千米。當地共有人口852人，而人口密度為每平方千米8.97人。